# USS Cape Esperance (CVE-88)
USS Cape Esperance (CVE-88) là một tàu sân bay hộ tống lớp Casablanca được Hải quân Hoa Kỳ chế tạo trong Chiến tranh Thế giới thứ hai. Tên nó được đặt nhằm ghi nhớ Trận chiến mũi Esperance ngoài khơi mũi Esperance phía cực Bắc đảo Guadalcanal vào ngày 11-12 tháng 10 năm 1942. Nó đã hoạt động cho đến hết Thế Chiến II, xuất biên chế năm 1946; nhưng được cho nhập biên chế trở lại năm 1950, và phục vụ trong vai trò vận chuyển máy bay cho đến khi ngừng hoạt động và tháo dỡ năm 1959. Cape Esperance được tặng thưởng hai Ngôi sao Chiến trận do thành tích phục vụ trong Thế Chiến II.

## Thiết kế và chế tạo
Được đặt lườn tại Xưởng tàu Vancouver của hãng Kaiser Company, Inc. ở Vancouver, Washington, con tàu nguyên mang tên Tananek Bay, và được đổi tên thành Cape Esperance vào ngày 6 tháng 11 năm 1943. Nó được hạ thủy vào ngày 3 tháng 3 năm 1944; được đỡ đầu bởi bà W. M. McDade; và được nhập biên chế vào ngày 9 tháng 4 năm 1944 dưới quyền chỉ huy của Hạm trưởng, Đại tá Hải quân R. W. Bockius.

## Lịch sử hoạt động

### Thế Chiến II
Được phân về Hạm đội Thái Bình Dương, Cape Esperance thực hiện hai chuyến đi từ vùng bờ Tây đến các căn cứ tại Nam Thái Bình Dương từ ngày 26 tháng 5 đến ngày 20 tháng 9 năm 1944, vận chuyển máy bay mới và mang về máy bay hư hại cần sửa chữa. Chất lên tàu máy bay sẵn sàng chiến đấu, nó khởi hành từ San Francisco vào ngày 5 tháng 10 để gia nhập Đội đặc nhiệm 30.8 vào ngày 2 tháng 11, có nhiệm vụ hỗ trợ cho các cuộc không kích của Đệ Tam hạm đội xuống các đảo Leyte và Luzon thuộc quần đảo Philippine. Từ sàn đáp của nó, máy bay thay thế sẽ cất cánh bay sang các tàu sân bay hoạt động, tham gia các cuộc không kích xuống các vị trí của quân Nhật. Tiếp tục hoạt động từ Ulithi và Guam cho đến tháng 1 năm 1945, chiếc tàu sân bay hộ tống tiếp tục cung ứng máy bay thay thế cho Lực lượng Đặc nhiệm 38 trong các cuộc không kích xuống các căn cứ Nhật Bản tại Đài Loan và bờ biển Trung Quốc.
Vào tháng 2, Cape Esperance quay trở về vùng bờ Tây để nhận máy bay mới và chuyển đến Guam. Đây là lượt đầu tiên của một loạt các chuyến đi khi nó mang đến khu vực Tây Thái Bình Dương một số lượng lớn máy bay, vốn đã tiến hành các cuộc không kích bên trên Iwo Jima, Okinawa và các đảo chính quốc Nhật Bản trong những tháng cuối cùng của cuộc chiến tranh. Sau khi chiến tranh kết thúc, chiếc tàu sân bay lên đường từ San Diego để đi Trân Châu Cảng, và quay trở về San Francisco cùng máy bay và hành khách vào ngày 11 tháng 9. Nó còn thực hiện những chuyến đi tương tự cho đến khi được cho xuất biên chế vào ngày 22 tháng 8 năm 1946, và đưa về lực lượng dự bị tại Bremerton, Washington.

### Chiến tranh Triều Tiên và sau đó

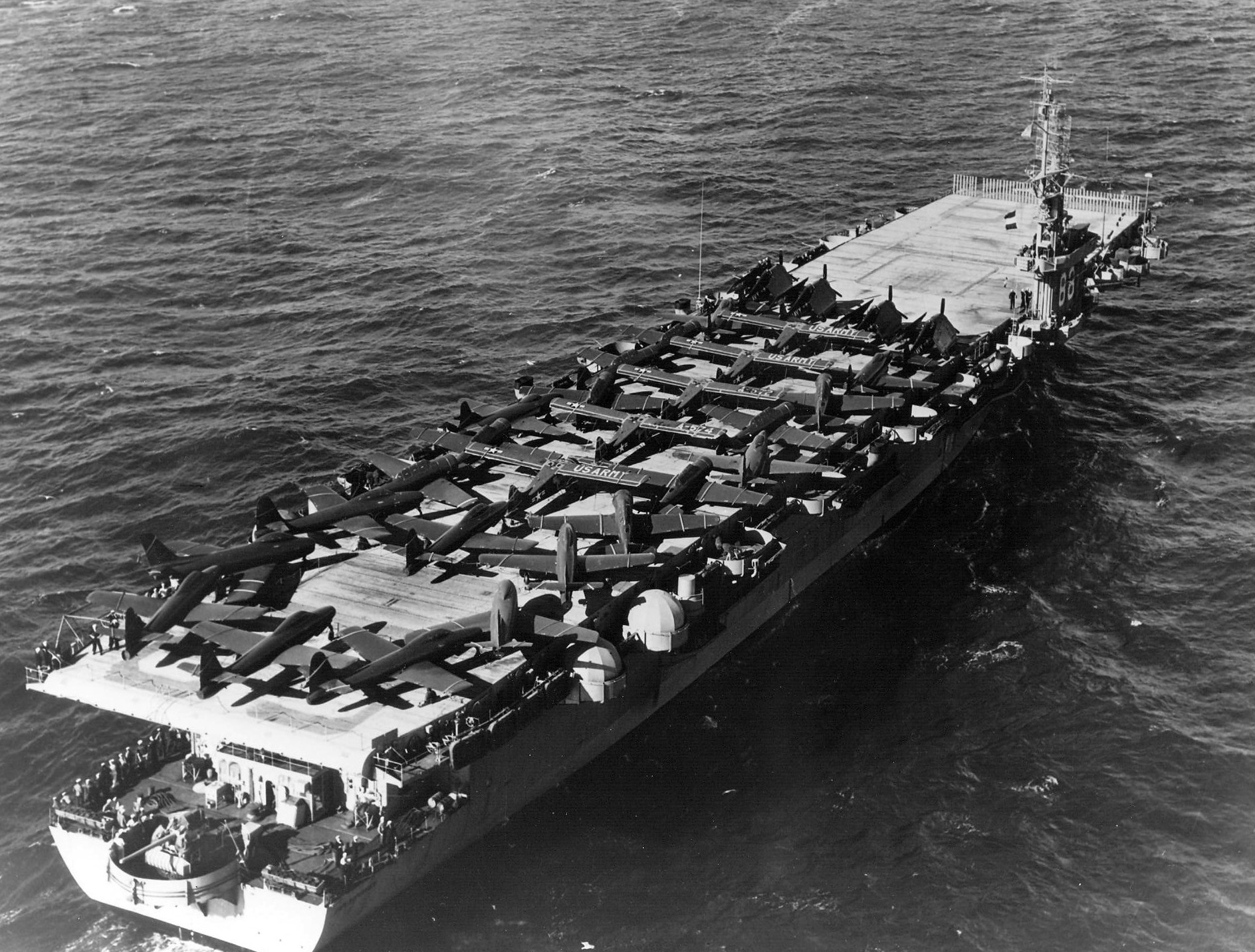
Cape Esperance đang vận chuyển máy bay sang Triều Tiên, khoảng năm 1951.

Cape Esperance được cho nhập biên chế trở lại vào ngày 5 tháng 8 năm 1950 để hoạt động như một tàu vận chuyển máy bay. Trong chín năm tiếp theo, nó đi lại khắp Thái Bình Dương, vận chuyển máy bay đến Nhật Bản để sử dụng trong Chiến tranh Triều Tiên, hỗ trợ các cuộc thử nghiệm bom nguyên tử tại Eniwetok, và hai chuyến vận chuyển máy bay đến Bangkok cho Không quân Hoàng gia Thái Lan. Vào năm 1952, nó đi đến Hong Kong để triệt thoái máy bay của Trung Hoa dân quốc khỏi nguy cơ bị lực lượng Trung Cộng chiếm.
Được xếp lại lớp với ký hiệu lườn mới CVU-88 vào ngày 12 tháng 6 năm 1955, Cape Esperance thực hiện chuyến đi vượt Đại Tây Dương vào năm 1956 để vận chuyển máy bay đến Ý, Pháp và Bồ Đào Nha. Quay trở lại khu vực Thái Bình Dương, các nhiệm vụ vận chuyển khiến nó hầu như liên tục ở ngoài biển, vận chuyển máy bay đến Pakistan vào cuối năm 1956. Nó thực hiện cho đến tám chuyến vượt Thái Bình Dương mỗi năm, hỗ trợ cho lực lượng Hoa Kỳ và các nước thuộc khối Tổ chức Hiệp ước Đông Nam Á (SEATO).
Cape Esperance được cho xuất biên chế lần cuối cùng vào ngày 15 tháng 1 năm 1959, và bị bán để tháo dỡ vào ngày 14 tháng 5 năm 1959.

## Phần thưởng
Cape Esperance được tặng thưởng hai Ngôi sao Chiến trận do thành tích phục vụ trong Thế Chiến II.